# Königsbergs Universitet
Königsbergs Universitet (tysk: Albertus-Universität Königsberg) var universitetet i Königsberg i Østpreussen. Det blev grundlagt i 1544 som det andet protestantiske akademi (efter Marburg Universitet) af Albrecht af Preussen, og det kendes også som Albertina.
Efter anden verdenskrig blev Königsberg en del af Sovjetunionen og blev i 1946 omdøbt til Kaliningrad. Albertina blev derpå lukket, og den tyske befolkning blev fordrevet. I nutiden hævder det russiske Immanuel Kant-universitet i Kaliningrad at fastholde traditionen fra det tyske Albertina.

## Historie
Albrecht, der var den første hertug af Preussen og stormester i Den Tyske Orden, havde købt et landområde bag Königsberg Katedral fra bispedømmet Samland, og her fik han opført et gymnasium i 1542. Han gav derpå tilladelse til etableringen af Collegium Albertinum i juli 1544, og allerede en måned senere blev universitetet formelt indviet. Det nyligt oprettede protestantiske hertugdømme hørte under det Polske Kongedømme, og universitetet fungerede som modpol til det katolske Krakow-akademi. Den første rektor var digteren Georg Sabinus, der var svigersøn til den reformistiske leder Philip Melanchthon. Alle undervisere skulle fra begyndelsen aflægge den augsburgske bekendelse.
Fra begyndelsen var der fire fakulteter på Albertina: Teologi, medicin, filosofi og jura; senere kom naturvidenskab til. Universitetet blev et åndeligt og intellektuelt centrum i hertugdømmet Preussen og havde sin storhedstid i 1700-tallet, hvor det var et af arnestederne for oplysningstidens kultursyn med personligheder som Johann Christoph Gottsched, Johann Georg Hamann og Theodor Gottlieb von Hippel den Ældre foruden Johann Gottfried Herder, Johann Friedrich Reichardt, E.T.A. Hoffmann og ikke mindst Immanuel Kant, der var rektor i 1786 og 1788. Disse intellektuelle lagde grunden til senere bevægelser som Weimar-klassicisme og tysk romantik.
Universitetet havde fra 1811 et storslået parkanlæg og fra 1813 et markant observatorium. I 1800-tallet blev universitetet især berømt inden for naturvidenskaben, ikke mindst i matematik-faget med markante navne som Carl Gustav Jacob Jacobi, Ludwig Otto Hesse, Hermann Minkowski og David Hilbert. Efter 300-års jubilæet i 1844 nedlagde kong Frederik Wilhelm 4. grundstenen til en ny hovedbygning, som stod færdig i 1862.
Efter første verdenskrig, hvor Østpreussen blev afskåret fra resten af Tyskland, blev der øget tysk nationalisme, også i de akademiske kredse, og under anden verdenskrig nåede Albertina at fejre sit 400-års jubilæum, kort inden det i lighed med resten af byen blev udsat for massivt luftbombardement fra Royal Air Force og efterfølgende indtaget af den Røde Hær efter slaget ved Königsberg 6.-9. april 1945. Efter den tyske kapitulation var stort set hele byens historiske centrum, herunder 80 % af Albertina, lagt i ruiner.
Efter krigen blev området, herunder hovedbygningen, brugt af Kaliningrads Statslige Pædagogiske Institut fra 1948, og i 1967 fik det status som Kaliningrad Statsuniveritet.
54°42′50″N 20°30′36″Ø / 54.713888888889°N 20.51°Ø